# Disney XD (Brasil)
Disney XD Brasil foi um canal de televisão por assinatura brasileiro, de propriedade da Disney Media Networks, uma divisão da The Walt Disney Company América Latina. O canal era um spin-off do Disney Channel, mas tendo como público-alvo o sexo masculino entre 8 a 15 anos. Exibia filmes, desenhos e séries live-action. O canal exibia uma porção mínima de programas do seu canal irmão Disney Channel Brasil.
Em 10 de janeiro de 2022, foi anunciado o encerramento de diversos canais Disney no Brasil e na América Latina para o dia 31 de março, com o Disney XD incluído na lista.

## História
Originalmente o Disney XD foi lançado em 13 de fevereiro de 2009, nos Estados Unidos. O Brasil e demais países latinos estrearam o canal em 3 de julho de 2009 exibindo séries live-actions e desenhos originais produzidos pela Disney para o Disney XD. Assim como o seu antecessor Jetix, o canal exibe comerciais do Disney Channel em promoções e concursos durante o intervalo. Apesar da relação entre os dois canais, há um distanciamento entre alguns conteúdos como o anime que é exibido no Disney XD e não no Disney Channel que é redirecionado à meninas, adolescentes e adultos, exibindo entre outros clássicos produzidos pela companhia.
De acordo com Gary Marsh, presidente de entretenimento da Disney Channel Worldwide, "as letras XD não significam nada", já que alguns sugeriam que seria uma gíria usada na internet para expressar algo legal ou radical, mas significa somente "Xtreme Digital" ou "Xtra Dimension"
No dia 2 de agosto de 2016 o sinal do canal passou a ser transmitido em Widescreen, uma versão semelhante a em alta definição para uma melhor qualidade de som e imagem.
Em 2018, a versão HD passou a ter a programação simulcast ao SD (padrão). No entanto, por falta de interesse das operadoras, esta versão sequer chegou a ser comercializada, diferente de seus irmãos, fazendo com que o canal ficasse escondido nas operadoras até a sua extinção.
À 0h do dia 31 de março de 2022, o canal foi encerrado, interrompendo o trailer do filme Doze É Demais. Antes de encerrar, foi ao ar uma chamada do Sabatona, anunciando a migração da programação para o Disney Channel e seu último programa foi um episódio incompleto da série Os Vizinhos Green.